# Kira Kosarin
Kira Kosarin (* 7. října 1997) je americká herečka. Proslavila se rolí Phoebe Thunderman v seriálu televizní stanice Nickelodeon Super Thundermanovi .

## Životopis
Kira tancovala a studovala balet v Boca Ballet Theatre a navštěvovala střední školu Pine Crest School Její rodiče byli Broadwayští umělci, její matka byla herečka a její otec byl hudební režisér, dirigent a hudební producent, takže od mala vyrůstala v uměleckých žánrech jako je herectví, zpěv a tanec. Po absolvování workshopu "Herectví před kamerou", se zamilovala do televizního herectví a rozhodla se přestěhovat v roce 2011 do Los Angeles v Kalifornii pro kariéru herečky.

## Kariéra
Kira byla nominovaná v roce 2015 na cenu Kids' Choice Award v kategorii Nejoblíbenější televizní herečka, a cenu i získala Laura Marano. Znovu byla nominovaná na cenu v roce 2016, ale bohužel znovu nevyhrála, seriál Super Thundermanovi však vyhrál cenu za nejoblíbenější televizní seriál.
Televizní film One Crazy Cruise (původně Tripwrecked), se natáčel na podzim roku 2014 ve Vancouveru v Britské Kolumbii, a premiéru měl 19. června 2015.
Kira má YouTube kanál, kde nahrává videa se svojí hudbou a cover verzemi.

## Filmografie
| Rok       | Název                       | Role               | Poznámky                           |
| --------- | --------------------------- | ------------------ | ---------------------------------- |
| 2012      | Na parket!                  | Raina Kumar        | Epizoda: "Wrestle It Up"           |
| 2013–2018 | Super Thundermanovi         | Phoebe Thunderman  | Hlavní roli                        |
| 2014      | Hathawayovi a duchové       | Phoebe Thunderman  | Epizoda: "The Haunted Thundermans" |
| 2014      | AwesomenessTV               | Samu sebe          | Epizoda: "Teen Challange"          |
| 2015      | One Crazy Cruise            | Ellie Bauer        | TV film                            |
| 2015      | Nickelodeon's Ho Ho Holiday | Samu sebe          | Speciál                            |
| 2016      | Škola rocku                 | Princezna Oliviana | Epizoda: "Band with No Name"       |
| 2016      | Henry Nebezpečný            | Phoebe Thunderman  | Epizoda: "Danger & Thunder"        |

## Ocenění a nominace
| Rok  | Ocenění            | Kategorie                        | Práce               | Výsledek | Zdroje |
| ---- | ------------------ | -------------------------------- | ------------------- | -------- | ------ |
| 2015 | Kids' Choice Award | Nejoblíbenější televizní herečka | Super Thundermanovi | nominace | [ 9 ]  |
| 2016 | Kids' Choice Award | Nejoblíbenější televizní herečka | Super Thundermanovi | nominace | [ 11 ] |